# Topi Jaakola
Topi Jaakola, född 15 november 1983 i Uleåborg, är en finländsk ishockeyspelare som spelar i Pelicans i FM-ligan i ishockey.  Han spelar back med nummer 3. 

## Karriär
Topi Jaakola började spela ishockey i Oulun Kärpäts juniorlag och debuterade i A-laget säsongen 2000-2001.
I 2002 års NHL Entry Draft valdes Jaakola som nummer 134, totalt, i den femte rundan av Florida Panthers.
Topi Jaakola skrev på för Luleå HF den 6 mars 2010 för ett 2-årskontrakt och kom närmast från Södertälje SK.
Topi Jaakola har spelat i Finlands landslag i flera turneringar.

## Meriter
- VM-guld 2011

## Klubbar
- Oulun Kärpät 1999 – 2008 SM-liiga, Jr. A SM-liiga
- Södertälje SK 2008 – 2010 Elitserien
- Luleå HF 2010 – 2012 Elitserien
- HK Amur Chabarovsk 2012 – 2013 KHL
- HC Lev Praha 2013 – 2014 KHL
- Jokerit 2014 – KHL
- HV71 2017 - SHL
- TPS Åbo 2017-2019
- Pelicans 2019-